# Криворізька загальноосвітня школа №114

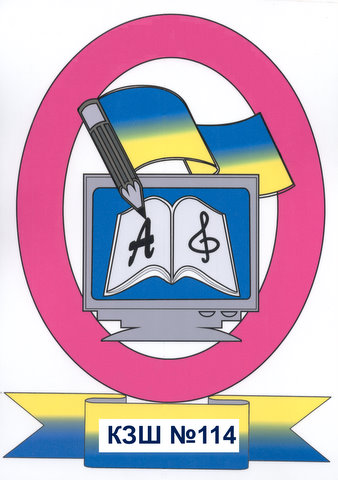
Офіційний логотип КЗШ№ 114

Криворізька загальноосвітня школа № 55 — Криворізька загальноосвітня школа I–III ступенів № 114 Криворізької міської ради Дніпропетровської області заснована у 1973 році. Заклад розташований у Інгулецькому районі міста Кривого Рогу Дніпропетровської області. Статут затверджено наказом управління комунальної власності міста № 107 від 10.03.2005 року та зареєстровано виконавчим комітетом Криворізької міської ради від 12.07.2005 року за № 12271050001111.

## Інформація про школу
Форма власності: комунальна

Ліцензійний обсяг прийому: 960

Тип школи: загальноосвітня школа I–III ступенів № 114

Площа будівлі: 5057 м²

Мова навчання: українська

Напрям: природничо-математичний; філологічний

Профілі: фізико-математичний; української філології; економічний

Юридична адреса закладу: 50102, Дніпропетровська область

м. Кривий Ріг

вул. Каткова, будинок 35

Сайт школи: http://kzsh114.dnepredu.com [Архівовано 7 березня 2022 у Wayback Machine.]

У 2014–2015 навчальному році в школі функціонує 29 класів. У них навчається 777 учнів, з них:

у 1-4 класах — 280 учнів

5-9 класах — 372 учнів

10-11 класах — 125 учнів

У закладі 34 навчальних кабінетів, актова зала, спортивна зала, їдальня, майстерні, комп'ютерні класи, медіа-центр, кабінет ІКТ, Зразковий музей бойової слави. Навчально-матеріальна база використовується за призначенням. Школа працює в одну зміну.

Територія закладу естетично впорядкована, відповідає санітарно-гігієнічним вимогам. Подвір'я школи відокремлено від проїжджої частини, обгороджено бетонно-металевим парканом. У 2012 році було замінено ворота, оформлені за шкільною тематикою Площа пришкільної ділянки становить 1,5 га, на якій розташовано 26 квітників, рабатки, газони; кущі мають форми згідно з правилами садового дизайну: у вигляді кошиків, куль та інше. Зелені насадження на подвір'ї створюють тіньовий затишок. Тут є багато місць відпочинку. Щорічно дизайн клумб змінюється. На подвір'ї ростуть сосни, ялини, каштани та інші види дерев. Декоративне оформлення відбувається планомірно. На клумбах, рабатках, розаріях, у вазах росте більше тридцяти видів квітучих рослин. Педагогічний колектив та обслуговчий персонал закладу постійно працюють над створенням відповідних умов навчання, виховання та оздоровлення дітей. У приміщенні школи велика кількість кімнатних декоративних рослин, які забезпечують достатню чистоту повітря та є окрасою закладу. Школа щороку бере участь у конкурсі на найкраще озеленення прилеглої території та посідає одне з призових місць серед освітніх закладів району в номінації «На найкраще озеленення території загальноосвітніх закладів». У 2008, 2010, 2012 роках школа є переможцем огляду-конкурсу благоустрою міста в номінації «Найкращий загальноосвітній навчальний заклад». Територія школи регулярно впорядковується. Світлини школи були надруковані у всеукраїнському літописі «Обличчя школи». Щоб створити і підтримати територію в естетичному вигляді, щоб композиції зелених насаджень відповідали природоохоронним вимогам, щорічно творча група вчителів, учнів та батьків працюють над проектом «Школа — мій рідний дім». В 2013 році заклад став переможцем у регіональному конкурсі еко-проектів Метінвесту, отримав 17878 гривень на впорядкування території та екологічні заходи. В 2014 році заклад став лауреатом Всеукраїнського конкурсу «Школа XXI століття», зайняв 1 місце у загальноміському рейтингу серед загальноосвітніх закладів, переміг у конкурсі соціальних проектів.

## Історія школи

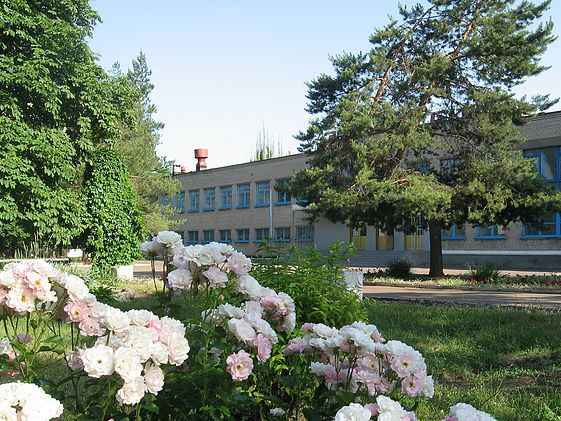
Вид на КЗШ № 114

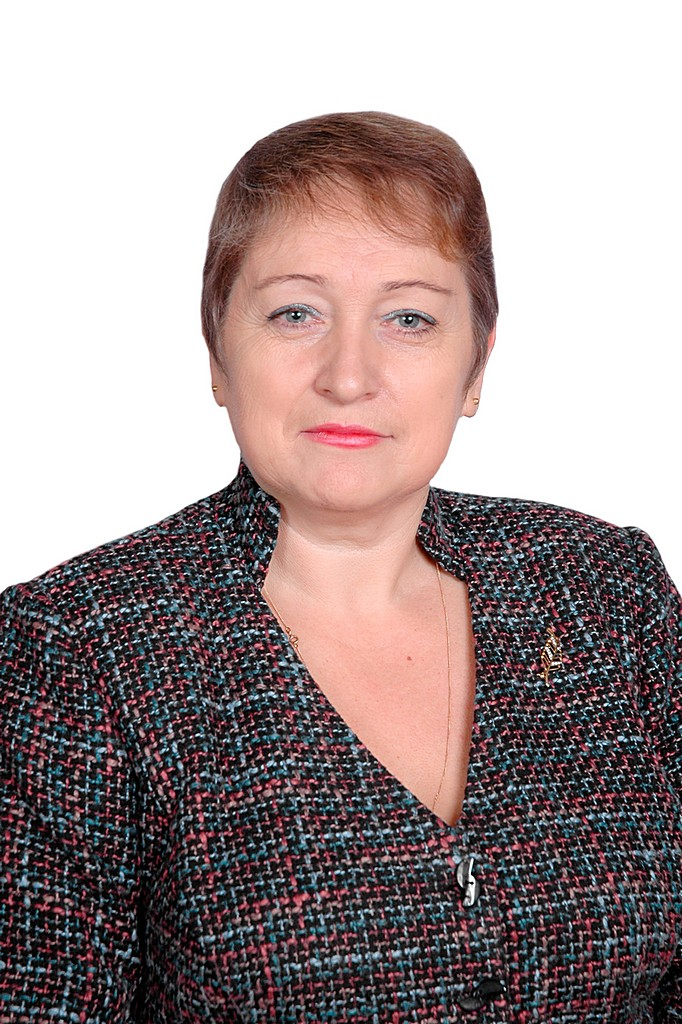
Директор КЗШ № 114 (з 2002 року) Хорькова Людмила Василівна

1 вересня 1973 року школа-новобудова № 114 вступила до роботи. Протягом 38 років змінювався статус навчального закладу: загальноосвітня школа, школа-ліцей інформаційних технологій, загальноосвітня школа інформаційного профілю, Криворізька загальноосвітня школа І-ІІІ ступенів. У 1985 році наказом Президії Верховної Ради СРСР школі присвоєно ім'я Героя Радянського Союзу Ф. Л. Каткова. З 1990 року школа запровадила профільне навчання. З 2003 року має статус експериментального навчального закладу з проблеми: «Педагогіка життєтворчості як стратегічна основа розвитку сучасної освіти» за темою: «Розробка педагогічних технологій проектної діяльності, спрямованих на розвиток самодостатньої особистості, здатної до самовизначення та самореалізації на ідеях педагогіки життєтворчості». З 2011 року школа має статус експериментального закладу Національного проекту «Відкритий світ», є пілотною школою проекту.

Директори: 1973–1975 р.р. — Рябий Володимир Омелянович

1975–1979 р.р. — Коваленко Клавдія Михайлівна

1979–1980 р.р. — Хміль Анатолій Іванович

1980–2002 р.р. — Василенко Микола Володимирович

з 2002 року — Хорькова Людмила Василівна

Заступники директора: Літовка Лілія Олексіївна

Грішкова Тамара Никандрівна

Оплята Зінаїда Сергіївна

Скіба Ізабелла Миколаївна

Матвійчук Валентина Олексіївна

Гринько Людмила Михайлівна

Мірошниченко Лариса Василівна

Петрович Алла Іванівна

1993–2001 р.р. — Кубарська Лариса Василівна

2001–2002 р.р. — Шульга Світлана Миколаївна

2001–2002 р.р. — Ковальова Олена Владиславівна

2002–2009 р.р. — Шемякіна Олена Петрівна
1987-2017 р.р. — Гужеля Тетяна Олексіївна
1996-2016 р.р. — Кій Лариса Георгіївна

з 1998 року — Іванцова Тетяна Миколаївна
з 2016 року - Офіцинська Ірина Володимирівна
з 2017 року - Матвієнко Олена Павлівна

Місія школи: Криворізька загальноосвітня школа I–III ступеню № 114 покликана забезпечити підготовку до життя та різних видів діяльності особистість, здатну до самовизначення та самореалізації. Основними рисами цієї підготовки є: теоретична підготовка, почуття відповідальності, бажання самовдосконалюватись, толерантність, вміння обирати професію у відповідності до ринку праці. КЗШ № 114 має за мету створювати середовище, що сприяє навчанню та формуванню життєвого старту для учнів, здорового способу життя, взаємоповаги, самодисципліни. Колектив школи сприяє підготовці учнів до життя, надає можливість отримати освіту та опанувати ази профорієнтаційних знань.

Характерні ознаки (на 1.09.2020 року):
Учнів — 806

Класів — 30
- класів I ступеня — 12
- класів II ступеня — 15
- класів III ступеня — 3
- профіль фізико-математичний — 1 клас, 1 група 11 класу
- профіль філологічний — 1 клас, 1 група 11 класу

Персонал: вчителів — 55
- старших вчителів — 6
- вчителів-методистів — 10
- Відмінників освіти — 2
- Нагрудний знак «За заслуги перед містом» — 2
- медаль «В.Сухомлинський»
- вищої кваліфікаційної категорії — 27
- I кваліфікаційної категорії — 11
- II кваліфікаційної категорії — 7
- спеціалістів — 10

Додатковий персонал
- педагог-організатор — 1
- психолог — 1
- соціальний педагог — 1
- вихователь ГПД — 2
- зав. бібліотекою — 1
- бібліотекар — 0,5
- асистент вчителя - 2
- інженер-електронік - 1
- технічний персонал — 27

Зв'язки школи: школи району, дошкільні навчальні заклади, ЦДЮТ «Ріднокрай», «Мрія», КМЦ МПДЮТ «Горицвіт», музична школа, Палац спорту, Палац культури, музей ПАТ ІнГЗК, КРАУСС, Криворізький Національний університет.
Вакансії: немає.

Працює автоматизована система Курс «Школа», система електронного журналу та електронних щоденників school.edu, система електронної атестації вчителів.

## Досягнення школи
КЗШ № 114 має статус експериментального навчального закладу з питань проектних технологій у мережі шкіл життєтворчості з 2004 року, пілотною школою, експериментальним навчальним закладом Національного проекту «Відкритий світ». Одна з перших шкіл міста Кривого Рогу, в який у 90-х роках було впроваджено профільне навчання. Діють фізико-математичний, економічний та філологічний профілі навчання. Школа має багатий досвід роботи з інформаційних технологій. Щорічно учні школи є переможцями конкурсів «Аніграфьонок», «Бобер», обласного конкурсу макетування і верстання, обласної Інтернет-олімпіади з офісного програмування. 100% вчителів володіють комп'ютерними технологіями. З 2010–2011 навчального року в школі запроваджено електронний журнал та електронні щоденники. У школі 30 років активно діє «Зразковий музей» бойової слави імені Героя Радянського Союзу Каткова Ф. Л., переможець Всеукраїнських, обласних та міських акцій. Учні школи є переможцями Всеукраїнських та обласних конкурсів захистів науково-дослідницьких робіт Малої академії наук, Всеукраїнського конкурсу «Слідами історії», міських інтелектуальних конкурсів. У школі діє наукове товариство «Пролісок». У 2010 році школа була переможцем міського конкурсу «Інтелектуали Криворіжжя» у номінації «Інтелектуальний майданчик» Почуття прекрасного формують учні через участь у роботі двох хорових колективів — «Пролісок» та «Джерельце», що також є переможцями фестивалів «Весна Рудани» та «Моє Придніпров'я» та гуртках флористики, дизайну, образотворчого мистецтва, вишивки. Також діють гуртки туризму, краєзнавства, спортивні секції. У школі існує оригінальна модель самоврядування учнів, виховний процес відбувається через «Уроки самовдосконалення». Особливу роль в школі відіграють тренінгові заняття з учнями та вчителями, а також з колегами зі шкіл району. Заклад є лауреатом Міжнародних та Всеукраїнських педагогічних виставок «Інноватика в освіті», «Освіта України: інноваційні технології навчання», «Сучасна освіта в Україні», Всеукраїнського конкурсу «Портфоліо рідної школи» та учасником міжнародних проектів.

Школу характеризує:
- високий рівень професійної підготовки педагогів;
- творчий підхід до справи;
- інноваційні технології;
- широка мережа позакласної роботи;
- наявність достатньої матеріальної бази;
- можливість самовизначення та саморозвитку…

Кредо закладу:

«Імідж школи — на рівень сучасних вимог».

## Експериментальна діяльність школи
Участь КЗШ № 114 у міжнародних проектах та програмах 2014 рік:
- Визначені переможці XVII Міжнародного конкурсу шкільних медіа

25 квітня в Національній спілці журналістів України у місті Києві відбулося підбиття підсумків XVII Міжнародного конкурсу шкільних медіа. До участі у прес-конференції були запрошені голова Держкомтелерадіо України Олег Наливайко, в.о. голови Національної спілки журналістів України Сергій Томіленко, голова Комісії з журналістської етики Володимир Мостовий, президент Міжнародного конкурсу шкільних медіа Гліб Головченко, представник Посольства Республіки Польща в Києві. Під час он-лайн трансляції відбулося оголошення переможців XVII Міжнародного конкурсу шкільних медіа. Найкращим матеріалом на тему з європейської інтеграції України (за підтримки Представництва ЄС в Україні) визнаний матеріал «Я — європеєць» Аліси Гуменюк, КЗШ № 114
- Участь у Міжнародному проекті «Світ без кордонів»

За сприяння Криворізького локального комітету Міжнародної молодіжної організації «АЙСЕК в Україні» з метою розвитку, розширення міжнародної співпраці, підвищення професійного рівня студентів та молодих спеціалістів у КЗШ № 114 у січні — лютому 2014 року працювала волонтер з Грузії Діана Церцвадзе.
- Участь у Міжнародному проекті «Відкрита Польща»

Укладено договір (№ 98 від 16.12.2014) з Фундацією — Центрально-Європейською Академією навчань та Сертифікацій, розпочато участь у конкурсах проекту.
- Участь у Міжнародному проекті «Електронний журнал педагогічних матеріалів „Эдукон“»

Сехіна Оксана Григорівна, учитель початкових класів, 5 публікацій на теми виховання та навчання учнів початкових класів з отриманням сертифікатів про публікацію та Почесного свідоцтва про публікації понад 5 матеріалів.
- V Міжнародна виставка «Сучасні заклади освіти — 2014»

V Міжнародна виставка «Сучасні заклади освіти — 2014» — професійний форум освітніх, наукових та науково-технічних інновацій, ефективний майданчик для діалогу представників державного сектору, закладів освіти різних країн, компаній-виробників програмних рішень, інструмент популяризації новітніх освітніх методик, інформаційних технологій та інструментів, спрямованих на формування сучасного рівня національної системи освіти. Організаторами виставки є Міністерство освіти і науки України, Національна академія педагогічних наук України, компанія «Виставковий Світ».
- Участь у Тренінгу освітньо-спортивного проекту «Вільний удар: покоління, вільне від СНІДу»

10-11 червня з метою реалізації освітньо-спортивного проекту Корпусу Миру США в Україні «Вільний удар: покоління, вільне від СНІДу», у співпраці з міжнародною організацією «Grassroots Soccer», за підтримки благодійної ВІЛ-сервісної організації «Шанс», що працює в галузі профілактики і запобігання ВІЛ та використовує силу футболу для навчання, натхнення і мобілізації суспільства учні та педагоги КЗШ № 114 були учасниками тренінгу в Криворізькій гімназії № 127.

Усі бажаючі мали змогу пройти миттєве безкоштовне обстеження на наявність ВІЛ-інфекції.

По завершенні тренінгів кожен учасник отримав сертифікат, який засвідчує участь у проекті «Вільний удар», а школа — футбольний м'яч.
- Семінар Міжнародного Фонду «ТКУМА» та тренінг вчителів історії та класних керівників

32 вчителя КЗШ № 114 отримали сертифікати за активну участь у семінарі та тренінгових заняттях у рамках проекту «Вивчення Голокосту в Україні для формування атмосфери толерантності».
- Шостий Міжнародний форум-презентація «Інноватика в сучасній освіті»

21-23 жовтня 2014 року в Київському Палаці дітей та юнацтва відбувся Шостий Міжнародний форум-презентація «Інноватика в сучасній освіті». Щороку КЗШ № 114 є його учасником. У рамках Міжнародної виставки була проведена науково-практична конференція КЗ «Дніпропетровський обласний інститут післядипломної педагогічної освіти», на якій виступила директор КЗШ № 114 Хорькова Людмила Василівна з теми «Роль національно-патріотичного виховання у формуванні духовно-морального світогляду школярів у позакласній діяльності навчального закладу». Отримано сертифікат учасника круглого столу та Диплом за участь у Шостому Міжнародному форумі — презентації.
- КЗШ № 114 стала членом Little Free Library

Маленькі безкоштовні бібліотеки (Little Free Library) — це новий некомерційний проект, спрямований, в першу чергу, на те, щоб люди не тільки збагачували свій внутрішній світ за допомогою читання книг, але і знаходили друзів і однодумців, з якими можна було б обговорити прочитане. Маленька безкоштовна бібліотека — початок Міжнародного проекту, табличку з номером Little Free Library, занесеному на карті світу отримали першими у Кривому Розі читачі КЗШ № 114, які першими долучилися до Міжнародного проекту та стали активними учасниками Всеукраїнської ініціативи «Додай читання» і встановили полички — шпаківні у дитячій лікарні, дитячому кафе, рекреаціях школи.
- Участь у Міжнародній Годині коду.

У рамках Міжнародного тижня інформатики (8-14 грудня 2014 р.) в Україні проходить Міжнародна глобальна освітня ініціатива Година Коду. Метою заходу є ознайомлення та навчання учнів 10-18 років основам програмування. Участь від школи взяли 2 вчителя — Офіцинська І. В., Хорькова Л. В. і бібліотекар Маслова І. М., які долучили до Години Коду учнів 5-7 класів.
- Участь у Міжнародній освітній програмі у-е-Твіннинг-Плюс.
- Заклад долучено до мережі освітньої програми(130 закладів), в межах якої було проведено заходи:
  - Участь 3 учителів школи у семінарських та тренінгових заняттях у Києві у жовтні 2014року з отриманням сертифікатів «eTwinning plus Practical Session».
  - Участь у двох Міжнародних проектах е-Твиннінг.
  - 19 грудня представників школи(директора Хорькову Людмилу та вчителів Погорілу Каріну і Дюміну Світлану) запросили до Києва на підсумковому заході 2014.
- Участь у Міжнародній освітній програмі «Абетка харчування»

У КЗШ долучилися до програми 306 учнів та 15 педагогів. Мета глобальної програми «Nestlé Здорові діти»— запровадити програми навчання, направлені на розвиток культури правильного харчування та здорового способу життя серед дітей шкільного віку, у тих країнах, де зосереджена діяльність Nestlé.На сайті програми опубліковані розробки уроків вчителів, для роботи отримані посібники для учнів та вчителів(робочі зошити, диски, книги для вчителя).
- Зустріч учнів КЗШ № 114 з представниками громадської організації «Мережа освітніх консультантів».

Їх мета допомогти випускникам зорієнтуватися на сучасному ринку професій, обрати оптимальну форму навчання. Вони запропонували найбільшу мережу освітніх закладів за кордоном, а саме: Польща, Словаччина, Кіпр, Чехія.
- КЗШ № 114 — на сайті Представництва ООН в Україні

До Дня Миру КЗШ № 114 взяв участь у заходах, що проводило Представництво ООН в Україні. Такого листа отримали від організаторів акції: Вельмишановні пані та панове! Висловлюємо найщирішу вдячність за участь у Всеукраїнській освітній кампанії «Голуб миру» 2014 року та цікаві звіти щодо її проведення. Аби засвідчити участь кожного навчального закладу в акції, частина отриманих матеріалів була включена у підсумкове відео приурочене Дню миру 2014 року.
- IV Всеукраїнська науково- практична конференція з міжнародною участю

Бєлікова Ю. Ю.- заочна участь, отримала сертифікат за матеріал «Формування компетентностей обдарованої особистості в системі освіти» (вересень 2014 року, м. Київ).
- Міжнародний конкурс творчих робіт учнів, студентів та вчителів «Уроки війни та Голокосту — уроки толерантності».

28-29 вересня у Дніпропетровську пройшов XI Фінал міжнародного конкурсу творчих робіт учнів, студентів та вчителів «Уроки війни та Голокосту — уроки толерантності». 

Конкурс проводиться Українським інститутом вивчення Голокосту «Ткума» за сприяння Міністерства освіти і науки України та фінансової підтримки «Claims Conference», «Joint» та «Dutch Fund».

Учитель КЗШ №м 114 Вікторія Миколаївна Маткобожик вийшла у фінал цього конкурсу і після захисту роботи зайняла III місце у номінації «Педагогічна майстерність».
- Міжнародний мовно-літературний конкурс учнівської та студентської молоді імені Т. Г. Шевченка

Заочний тур — Матвієнко Карина, учениця 9-Б класу, участь
- Тренінгові заняття з волонтером Корпусу Миру

8 лютого 2014 року в Криворізькій загальноосвітній школі № 114 проходили тренінгові заняття для учнів 9-В та 10-Б класів, які проводив волонтер «Корпусу миру» Пітер Дуфолт.
- Міжнародні освітні тренінги

Авторський семінар Ш. О. Амонашвілі «Основи гуманно-особистісного підходу до дітей в освітньому процесі» (Сехіна О. Г., учитель початкових класів отримала сертифікат)
- Участь у Міжнародному проекті «Трансформація ринку у напрямі енергоефективного освітлення» від Програми розвитку ООН в Україні.

762 учні КШ № 114 візьмуть участь у Міжнародному проекті, для них отримано навчальні матеріали.
1. ↑  Error 404. kzsh114.dnepredu.com. Архів оригіналу за 7 березня 2022. Процитовано 24 березня 2016.